# Араукарія бразильська
Араукарія бразильська (Araucaria angustifolia) — вічнозелене дерево, що досягає 40 м заввишки, товщини стовбура — 1 м у діаметрі. Листя жорстке, товсте, трикутне у перетині 3–6 см завдовжки, 5–10 мм завширшки в основі, з гострими, як бритва краями. Вони зберігаються протягом 10–15 років та вкривають майже все дерево за винятком стовбура та найтовщих гілок.

## Опис
Це дводомна рослина, тобто з чоловічими та жіночими шишками на різних деревах. Чоловічі шишки довгасті, спочатку 4 см завдовжки, до моменту випускання пилку розширюються до 10–18 см завдовжки та 15–25 см завширшки. Подібно до всіх хвойних дерев — обпилюються вітром. Жіночі шишки, які достигають восени близько 18 пташка місяців після запилення, сферичні, великі, 18–25 см у діаметрі, тримають близько 100–150 зерен насіння. Шишки розпадаються в зрілості, щоб випустити довге горіхо-подібне насіння розміром у 5 см, яке потім розноситься птахами, такими як блакитна Сойка (Cyanocorax caeruleus).

## Поширення
Поширена на півдні Бразилії (штати Фредінг, Сау, Руді-Батакі, Санта-Катарина і Ріо-Гранде-ду-Сул), деяких місцевостях у Парагваї і північному сході Аргентини (провінції Місьйонес і Коррієнтес), де вона росте на плоскогір'ях на висоті 500–1800 метрів над рівнем моря.
Араукарію бразильську вирощують на Кримському узбережжі Чорного моря, а молоді рослини вирощують у кімнатах.

## Галерея

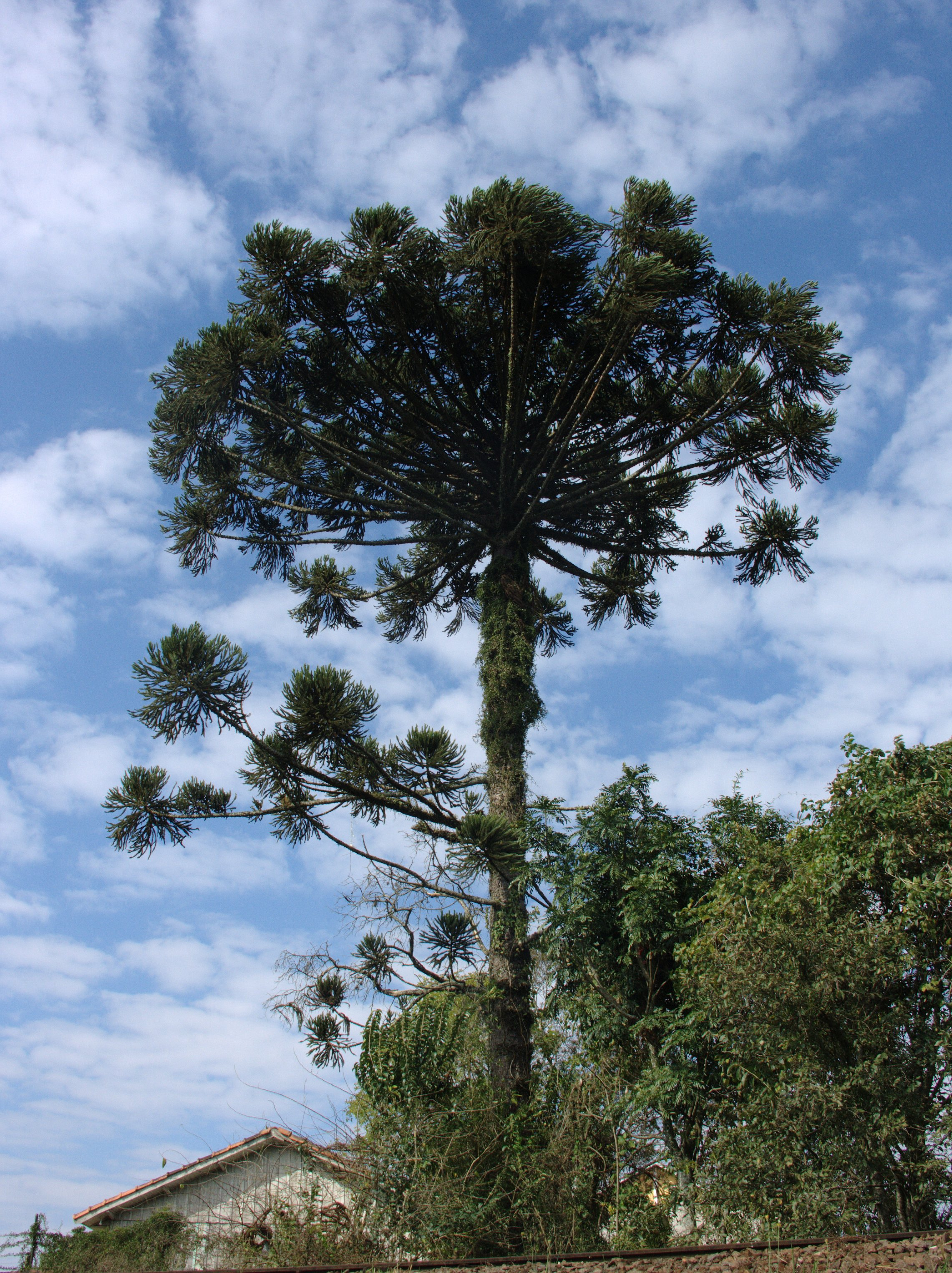
Дерево
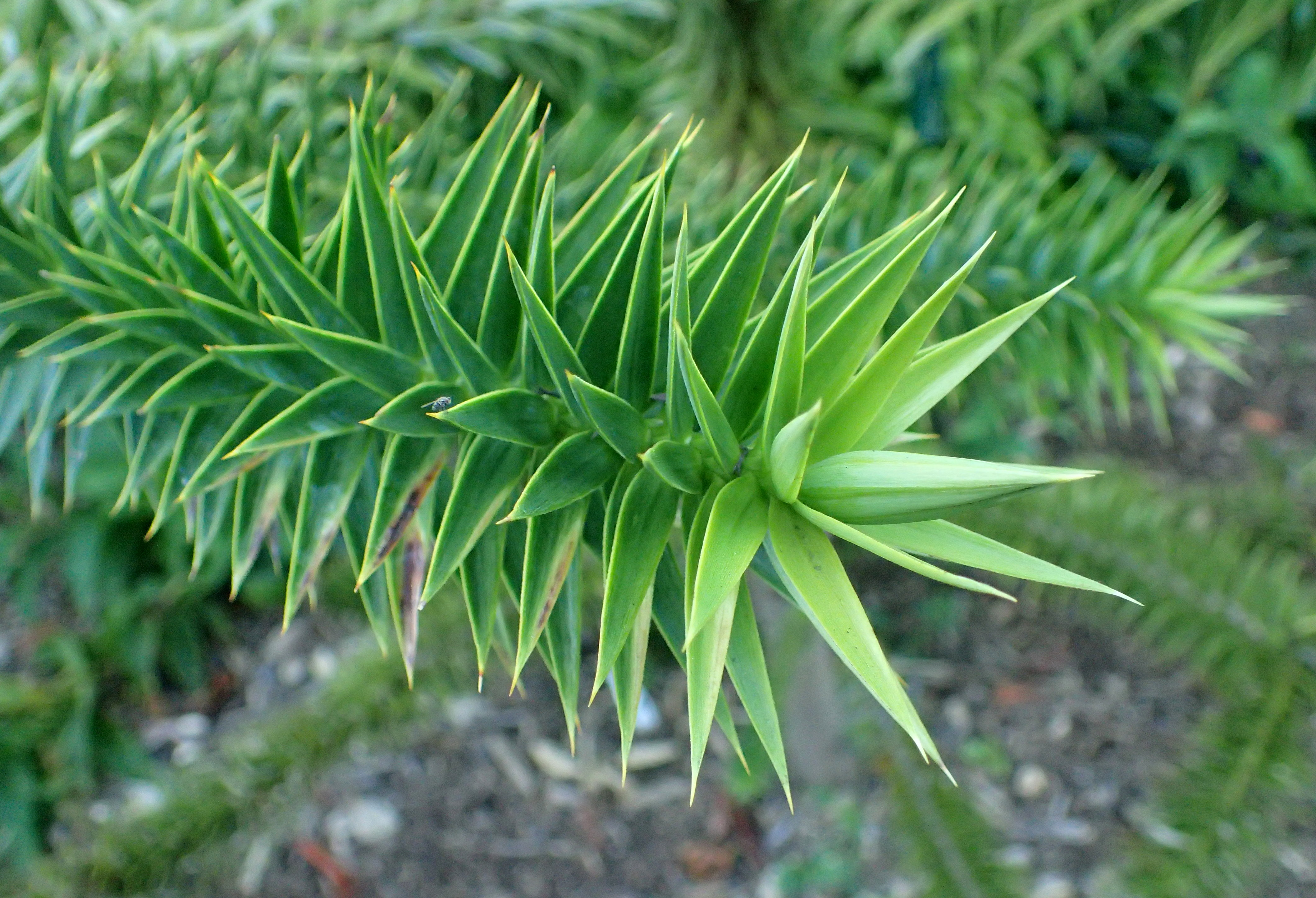
Хвоя
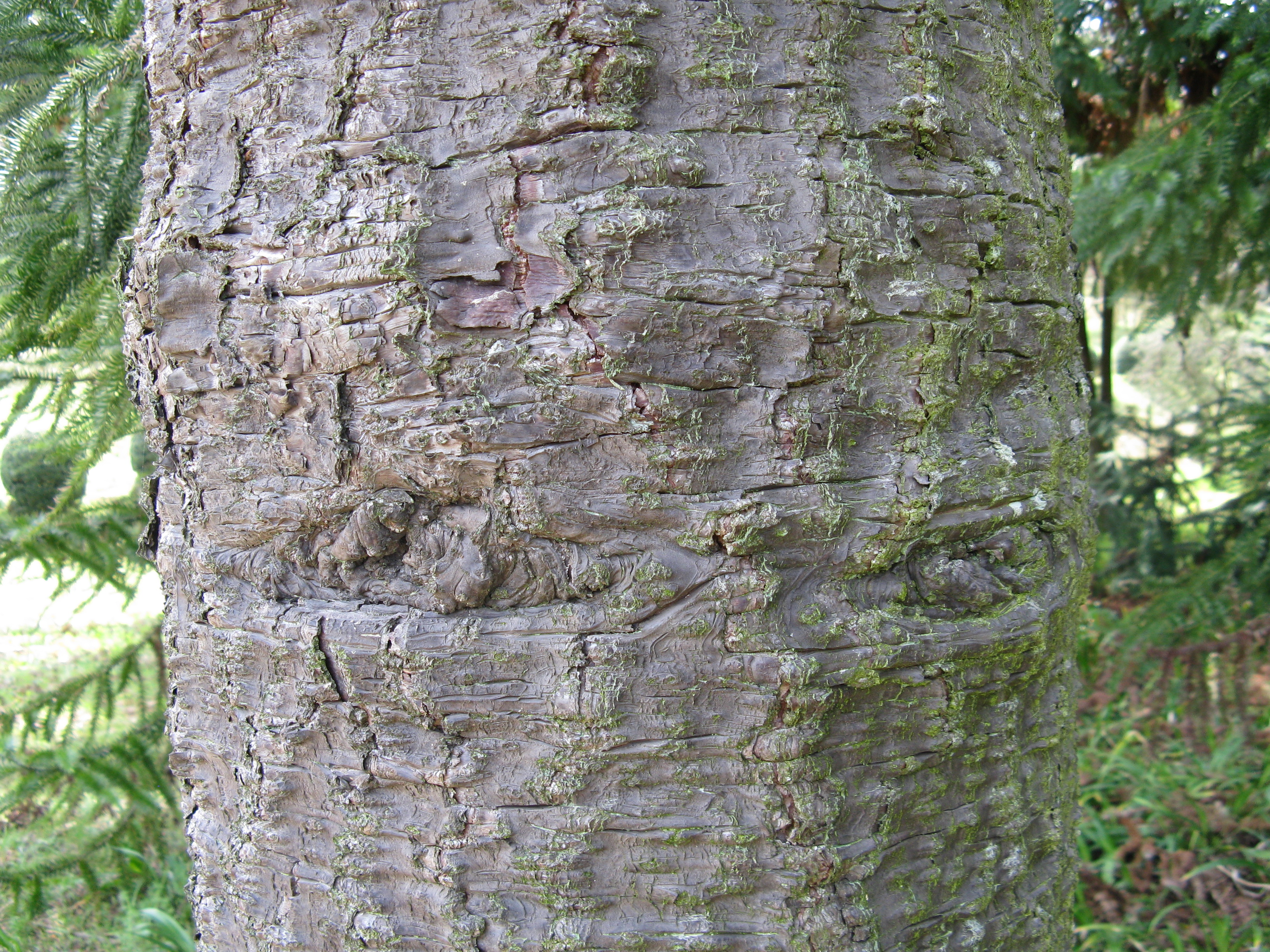
Стовбур
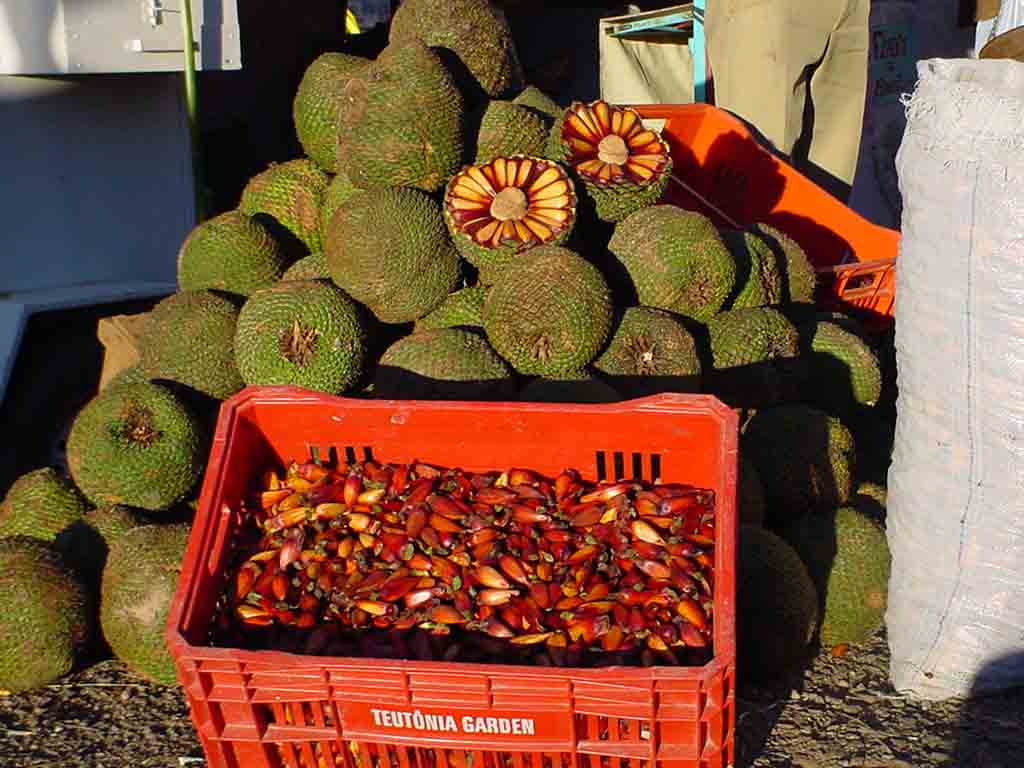
Плоди з насінням
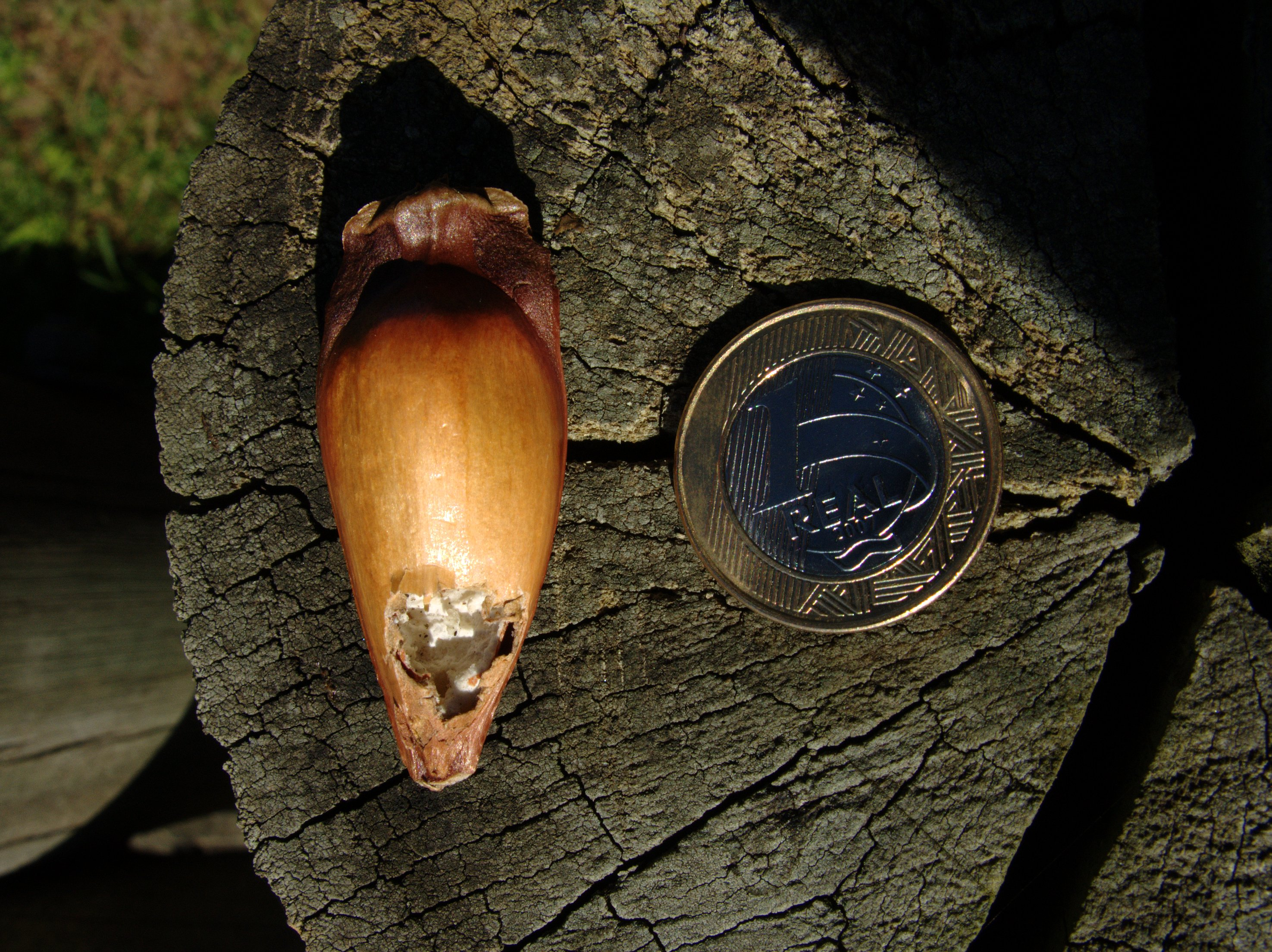
Насіння